# Irmgard Kühn
Irmgard Kühn (* 16. September 1933 in Burgörner) ist eine deutsche Malerin und Grafikerin.

## Leben und Werk
Irmgard Kühn absolvierte von 1950 bis 1952 in Kahla eine Lehre als Porzellanmalerin. Von 1952 bis 1958 studierte sie angewandte Malerei bei Kurt Bunge und Willi Sitte an der Hochschule für künstlerische Werkgestaltung Burg Giebichenstein Halle/Saale. Nach dem Abschluss als Diplom-Werkkünstlerin war sie bis 1959 in Berlin Meisterschülerin bei Heinrich Ehmsen an der Deutschen Akademie der Künste. Danach arbeitete sie in Ost-Berlin als freischaffende Künstlerin, von 1959 bis 1990 als Mitglied des Verbands Bildender Künstler der DDR.
Neben freien künstlerischen Arbeiten bearbeitete Irmgard Kühn Aufträge für baugebundene Arbeiten und Arbeiten im öffentlichen Raum, wozu sie u. a. von 1967 bis 1969 in Velten in der Werkstatt von Hedwig Bollhagen arbeitete. Sie arbeitete auch mit der Keramikwerkstatt der Kunsthochschule Berlin-Weißensee zusammen. Ab 1978 machte sie denkmalpflegerische Arbeiten. So war sie von 1978 bis 1983 an bildkünstlerischen Arbeiten beim Wiederaufbau der Semperoper in Dresden und des Schauspielhauses Berlin sowie der Restaurierung des Schlosses Berlin-Friedrichsfelde beteiligt. Dafür erhielt sie 1982 als Mitglied eines siebenköpfigen Kollektivs den Architekturpreis der Hauptstadt der DDR. Von 1984 bis 1993 beteiligte sie sich an der Restaurierung des Klosters Neuzelle.
Sie war ehrenamtlich leitend an der Restaurierung des Strohhauses Neuzelle beteiligt, in dem sich ein Museum ländlicher Alltagskultur befindet. Dafür erhielt sie 2001 Anerkennung durch das Ministerium für Wissenschaft, Forschung und Kultur des Landes Brandenburg.
Irmgard Kühn ist mit dem Maler und Restaurator Dankwart Kühn (* 1934) verheiratet. Sie leben jetzt in Königs Wusterhausen.

## Werke (Auswahl)
- Porträt Gabriele (1955, Öl, 59 × 41 cm)[2]
- Natascha mit Äffchen (1963, Öl auf Leinwand, 80 × 60 cm)[3]
- Die Kirschenmaja (1964. Öl auf Leinwand; 70 × 50 cm)[4]
- Selbstbildnis mit Tochter Maja (1965, Öl auf Leinwand; 98 × 68 cm)[5]

## Ausstellungen (unvollständig)

### Einzelausstellungen
- 1975 Berlin, Galerie im Turm („Malerei und Grafik zum Jahr der Frau“; mit Herta Heidenreich und Linde Bischof)
- 2023: Dresden, Wüstenpflanzen-Haus im Botanischen Garten (Gemälde und Grafiken; mit Dankwart Kühn)[6]

### Teilnahme an zentralen und wichtigen regionalen Ausstellungen in der DDR
- 1961: Berlin, Deutsche Akademie der Künste („Junge Künstler. Malerei“)
- 1964: Berlin, Nationalgalerie („Unser Zeitgenosse“)
- 1967: Berlin, Akademie der Künste („Meisterschüler der DAK stellen aus“)
- 1975 und 1979: Berlin, Bezirkskunstausstellungen
- 1984: Berlin, Galerie am Prater (110. Ausstellung „Frühe Werke III. 1954–1967“. Mit weiteren 11 Künstlern)